# Vidimus

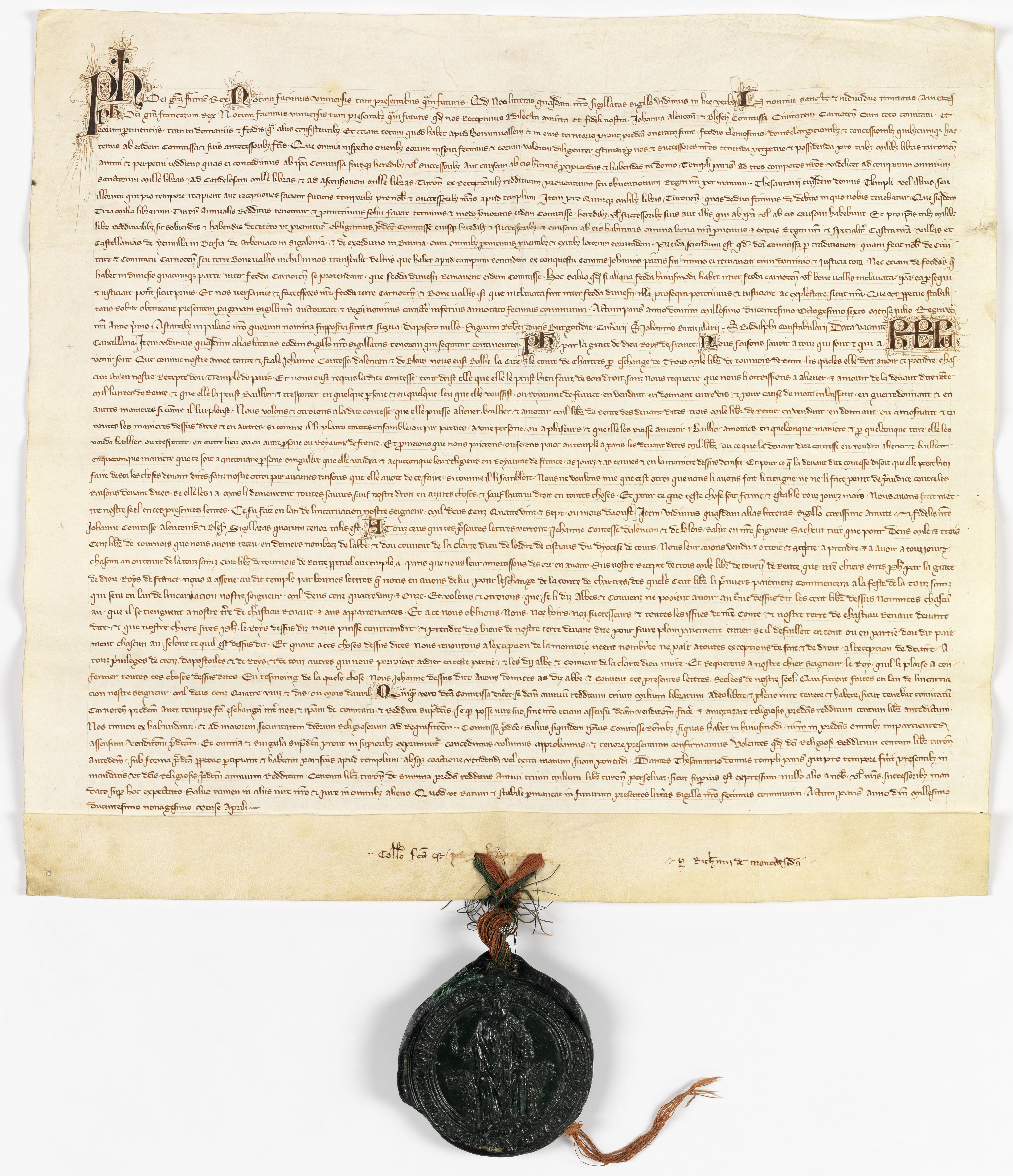
Vidimus par Philippe le Bel de plusieurs de ses actes et d’un acte de sa tante Jeanne de Châtillon, comtesse d’Alençon, relatifs à une abbaye cistercienne, avril 1290, Paris. Le début de chacun des actes vidimés est indiqué par une lettrine plus grande que le reste du texte (Archives nationales - J-175-14)

Un vidimus (du latin vidimus, « nous avons vu [l'acte à certifier] ») est la copie certifiée d'un acte antérieur. On dit que l'acte est vidimé. On trouve fréquemment des actes vidimés dans les confirmations établies à l'avènement d'un nouveau seigneur ou souverain, de tels actes contiennent souvent des vidimus imbriqués les uns dans les autres, auquel cas on parle parfois de vidimus de vidimus. 
Il peut indiquer (pour le nord de la France), voire décrire en détail (pour le midi de la France ou l'Italie), les sceaux présents sur l'acte vidimé. 